# Sint-Agathakerk (Landskouter)

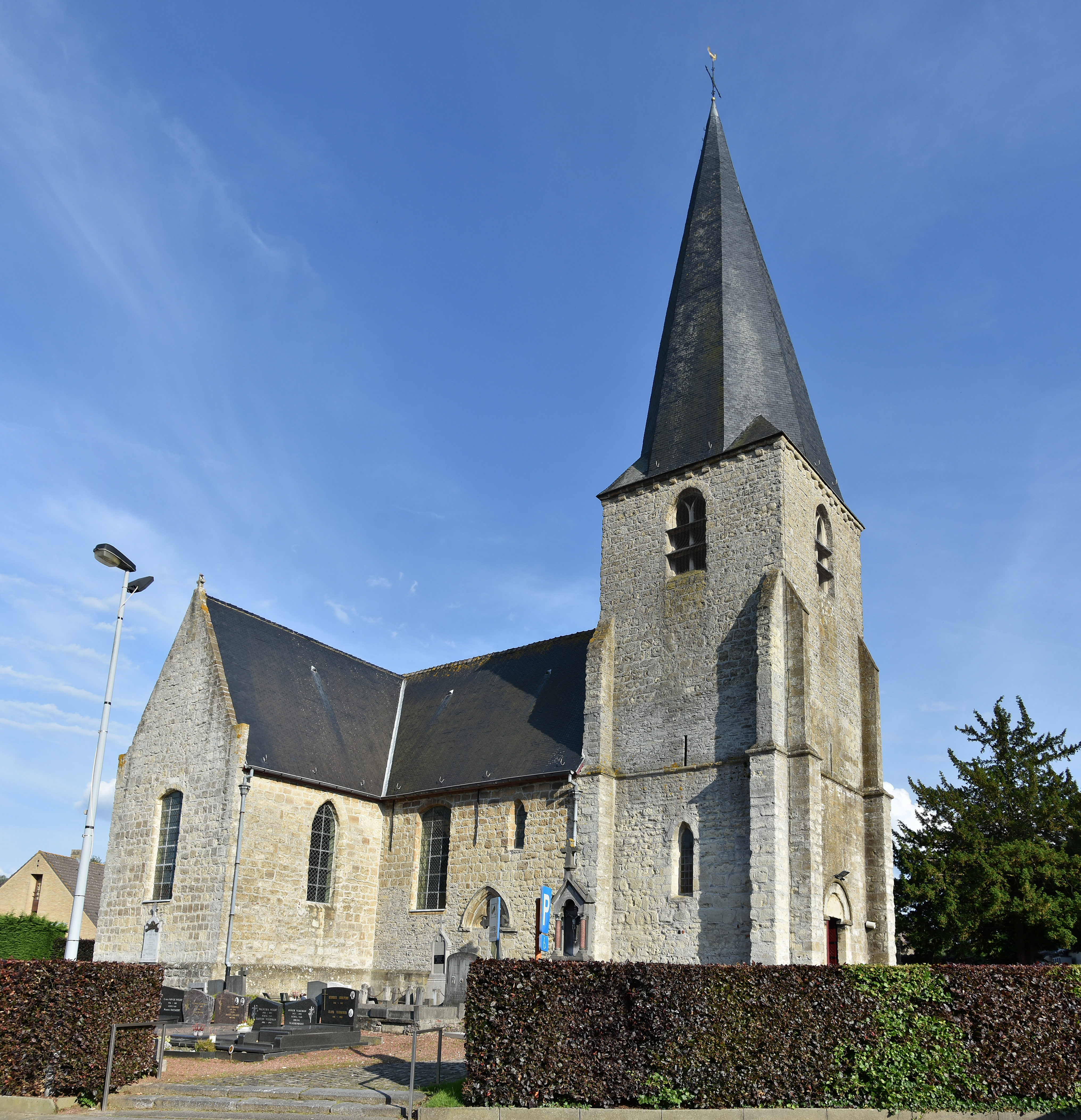
De Sint-Agathakerk

De Sint-Agathakerk is een romaans kerkgebouw in de Belgische deelgemeente Landskouter. De kerk is toegewijd aan de heilige Agatha.
De kerk werd in 1155 voor het eerst vermeld toen de bisschop van Kamerijk het patronaatschap overdroeg aan de Sint-Baafsabdij van Gent. Blasius was haar eerste patroonheilige, later (18e eeuw?) aan Sint-Agatha als bedevaartheilige toegewijd die in aanbeden werd voor borstziekten. Een legende verhaalt dat een Franse prins Agatha zou hebben aanroepen en als dank voor zijn genezing de kapel verving door een kerk.

## Bouwgeschiedenis
Waarschijnlijk stond hier oorspronkelijk een laatromaanse zaalkerk met westtoren uit de 12de eeuw. Het gebouw werd nadien uitgebreid met transept en koor en een aantal keer aangepast. Herstellingswerken in de 19de eeuw stonden onder leiding van onder meer architect Edmond de Perre-Montigny in 1874. Het architectenbureau Bressers restaureerde het gebouw nogmaals rond 1980.
Het huidig kerkgebouw is een typische kleine plattelandskerk in een stijl die de overgang illustreert tussen romaans en gotisch. De plattegrond vertoont een eenbeukige kruiskerk met schip van drie traveeën, ongelijke transeptvleugels van één travee, een priesterkoor van twee traveeën en een zware vierkante westtoren. De opbouw gebeurde met witgele zandsteen, afkomstig uit de steengroeven van de Betsberg (grens Landskouter/Oosterzele). Doornikse grijze steen in toren- en zijgevels, mogelijk hergebruikt materiaal van de vroegere kapel. De noordelijke transeptbeuk en koor in de 13de eeuw toegevoegd, samen met verhoging van de daknok van het schip met 1 meter (zie sporen van de oude dakhelling in de oostelijke torenmuur), zodat nok van schip, koor en noordelijke transeptvleugel overeen stemmen. De zuidelijke kruisbeuk is bijgebouwd in de 16de eeuw. De kerk was vroeger omgeven door een kerkhof, omheind met een lage muur uit zandsteen. De muur sloopte men in de tweede helft van de negentiende eeuw om de kerk te restaureren. Aan de noordzijde stond een toegangshek in ijzer, tussen twee vierkante pijlers.
Het hoogaltaar, gemaakt door Frans Hebbelinck, is vervaardigd in de tweede helft van de 18e eeuw. Het schilderij, De verrijzenis van Jezus is van de hand van Jacob I van Oost (1603-1671), bekroond met een baldakijn met voluten en een duif als symbool van de Heilige Geest. De beelden van Agatha en Blasius zijn 16e-eeuws en in de 19e eeuw voorzien van polychromie.
De kerk bevat een Van Peteghem-orgel uit 1768, dat oorspronkelijk voor Maldegem was gebouwd .

## Galerij

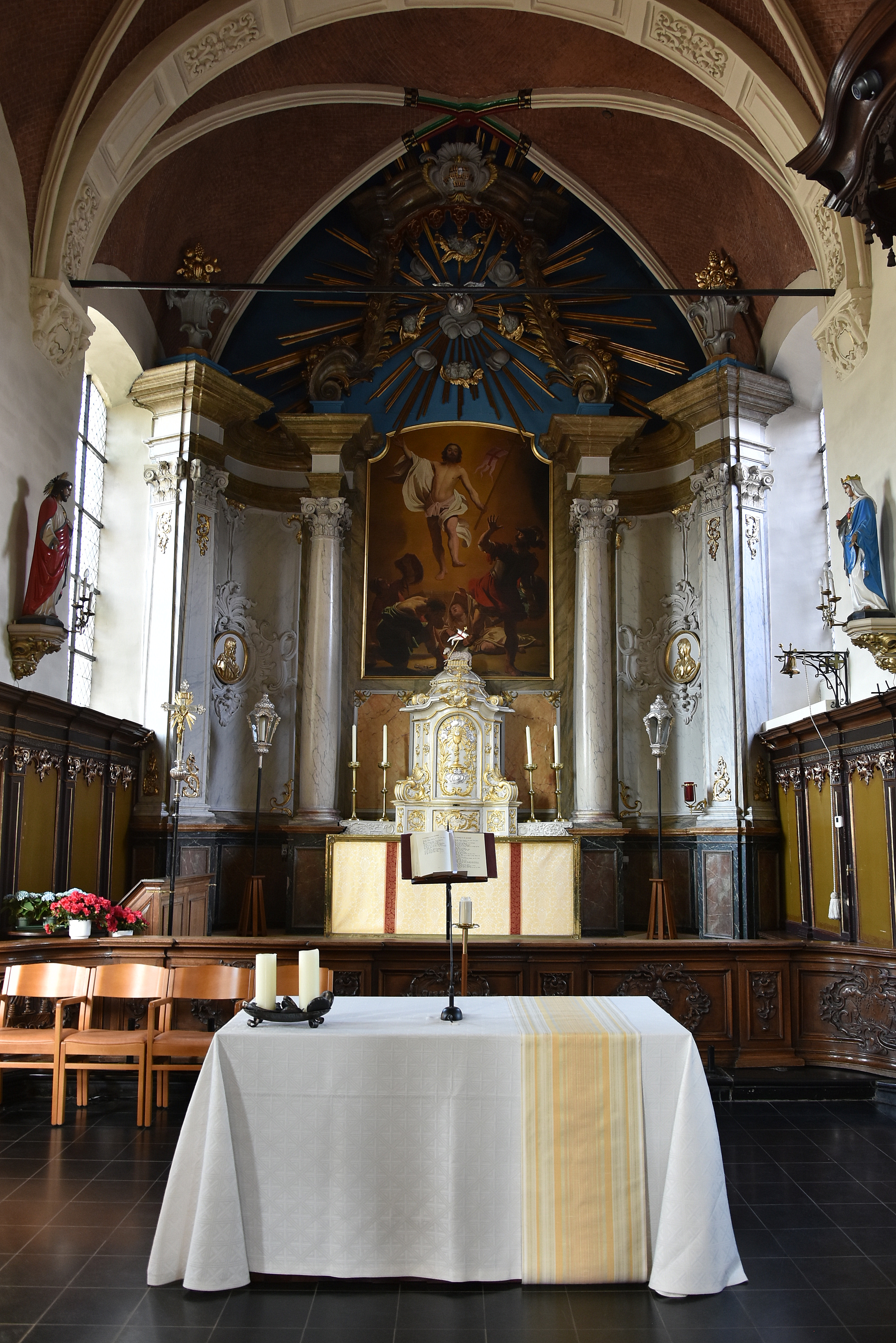
Het hoogaltaar met het schilderij van Jacob I van Oost
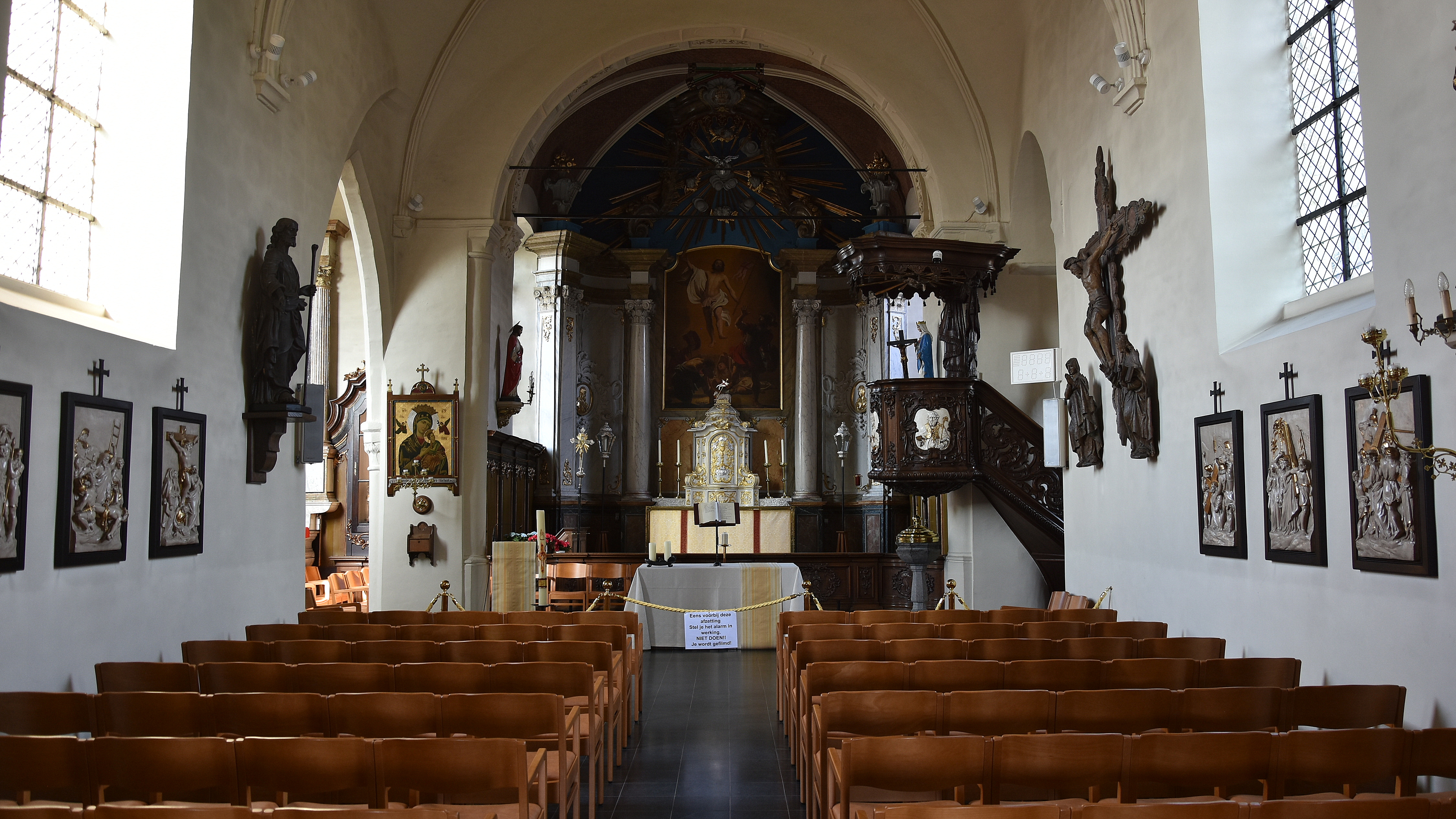
Het kerkschip
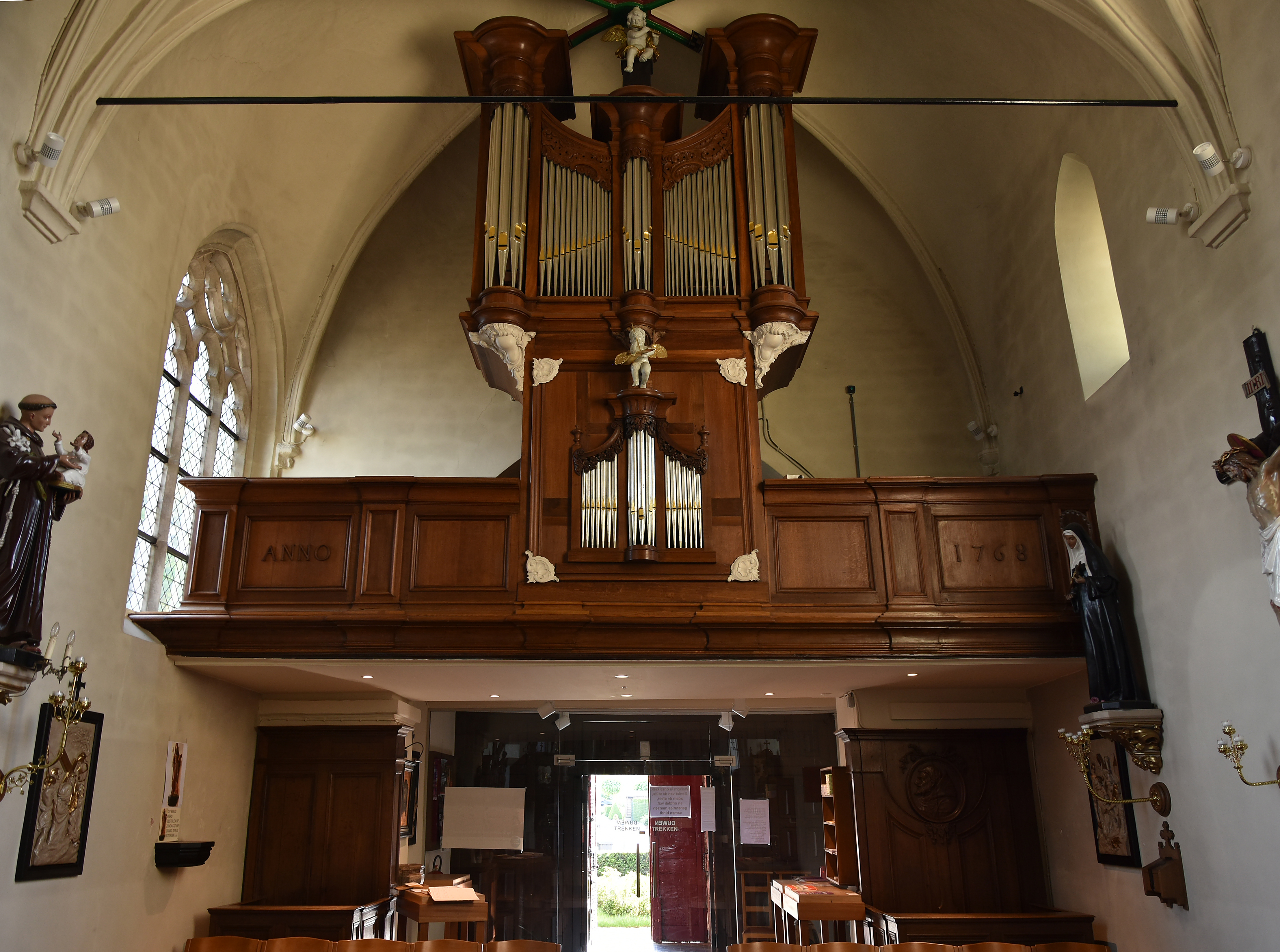
Het kerkorgel van Van Peteghem
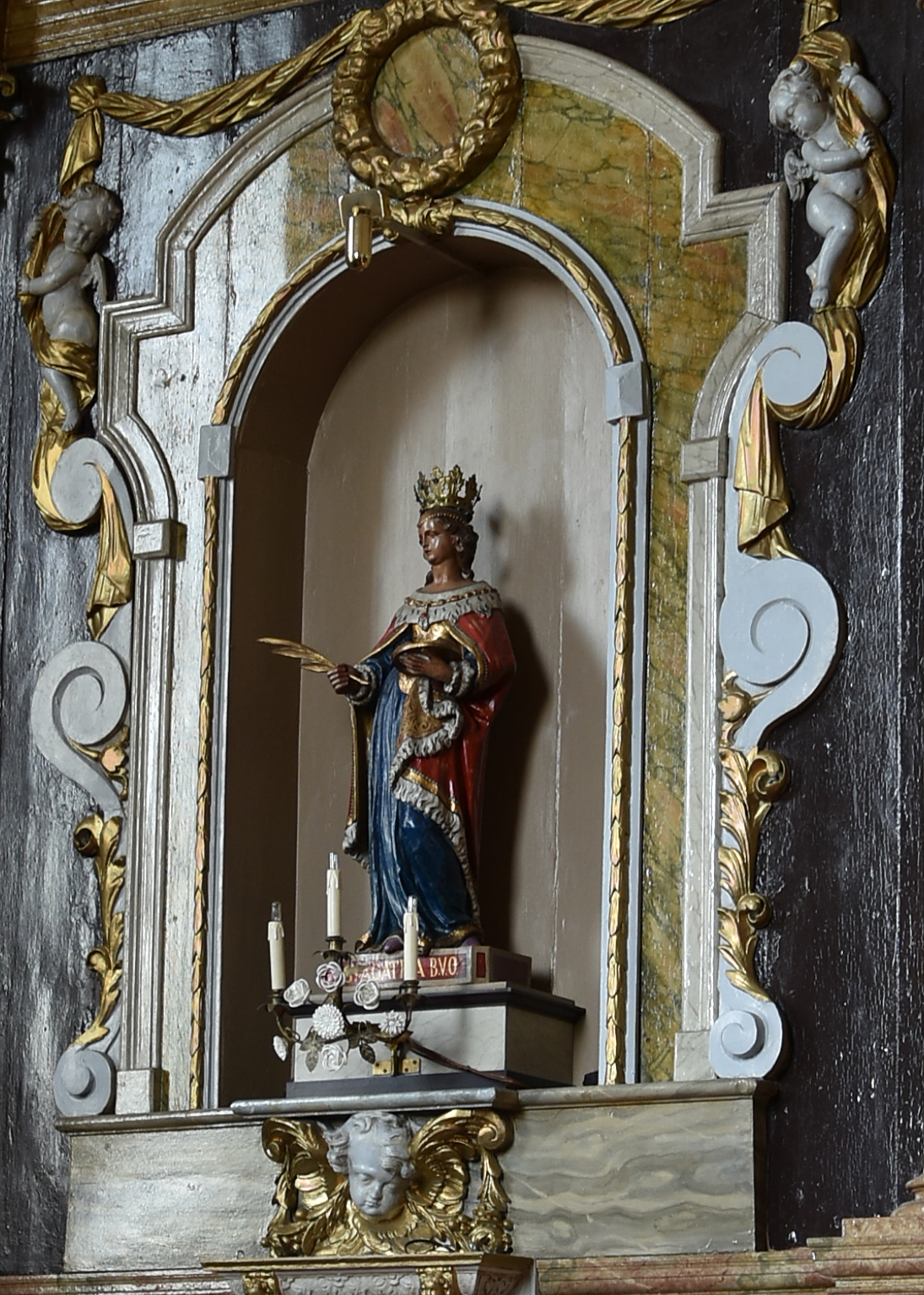
Agatha
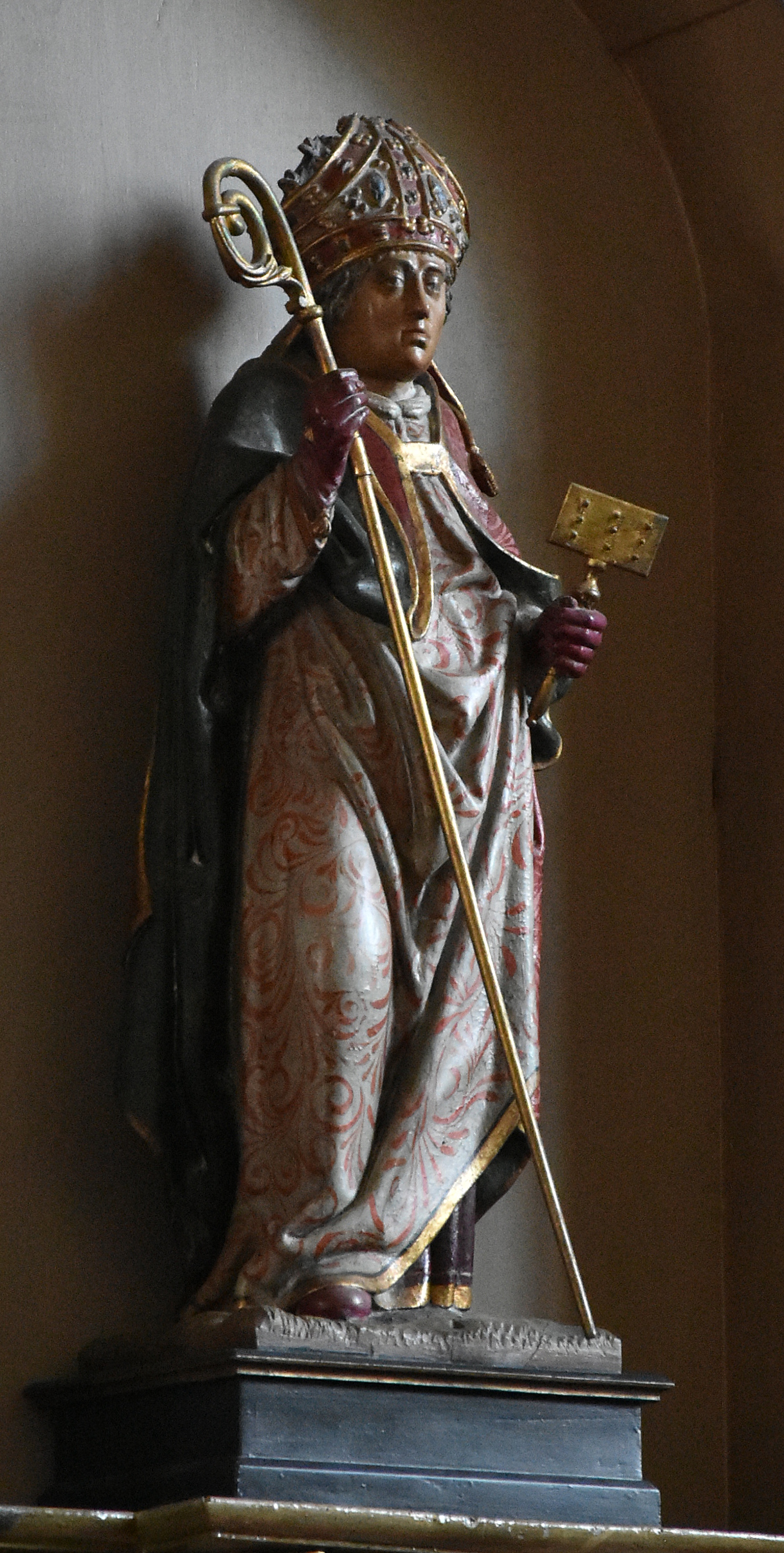
Blasius